# Umweltinstitut München
Das Umweltinstitut München e. V. ist ein eingetragener Verein mit dem Ziel der „Erforschung und Verminderung der Umweltbelastung“. Das Umweltinstitut engagiert sich gegen Atomkraft, für die Energiewende, für ökologischen Landbau und den Verbraucherschutz.

## Arbeitsweise
Das Umweltinstitut verfolgt seine Ziele durch Forschung und Monitoring, Öffentlichkeitsarbeit, Umweltbildung sowie Kampagnen, mit denen es Einfluss auf politische Entscheidungen im Umweltbereich nehmen will. Das Umweltinstitut ist parteiunabhängig und als gemeinnützig anerkannt. Der Verein finanziert sich vorwiegend aus Spenden und den Beiträgen der mehr als 12.000 Fördermitglieder.

## Gründungsgeschichte
Das Umweltinstitut wurde 1986 unmittelbar nach der Reaktorkatastrophe von Tschernobyl gegründet. Bürger und Wissenschaftler aus dem Raum München gründeten damals den Verein, weil sie enttäuscht von der Informationspolitik der deutschen Behörden waren, die sie als verharmlosend wahrnahmen. Mit dem Umweltinstitut schufen sie die Voraussetzung um unabhängige eigene Messungen der radioaktiven Belastung durchzuführen und Handlungsempfehlungen für die Öffentlichkeit zu geben. Mit der Zeit kamen weitere Arbeitsschwerpunkte hinzu, so dass das Umweltinstitut heute zu einer Vielzahl von Umweltthemen aktiv ist.

## Aktuelle Arbeitsbereiche

### Radioaktivität und Atomkraft
Das Umweltinstitut München misst regelmäßig mithilfe einer Sonde die Münchner Außenluft auf Radioaktivität und untersucht Lebensmittel auf ihre radioaktive Belastung. Auch jetzt noch – über 30 Jahre nach Tschernobyl – überschreiten beispielsweise Pilze und vor allem Wildschweine aus bestimmten Regionen Süddeutschlands  den Grenzwert für radioaktives 137Cs von 600 Bq pro kg, sodass sie nicht in Verkehr gebracht werden dürfen. Die Ergebnisse seiner Untersuchungen veröffentlicht das Umweltinstitut auf seiner Website.
Die Mitarbeiter des Umweltinstitut München leisten fachliche Beratung und informieren über radioaktive Belastung von Lebensmitteln und gesundheitliche Auswirkungen von Radioaktivität. Sie stehen außerdem als Sachbeistand in atomrechtlichen Genehmigungsverfahren zur Verfügung. Im Rahmen seiner Öffentlichkeitsarbeit legt das Umweltinstitut München seine Sicht über die Risiken der Kerntechnik dar und postuliert eine Verbindung zwischen ziviler und militärischer Nutzung der Kerntechnik. Der Verein engagiert sich (u. a. durch Online-Aktionen und öffentlichkeitswirksame Aktionen) für die schnellstmögliche Abschaltung aller Atomkraftwerke.

### Energie und Klima
Das Umweltinstitut München vertritt die Position, dass es zur Bekämpfung des Klimawandels einer umfassenden Energiewende bedarf. Dabei setzt sich der Verein für eine dezentrale Energieversorgung in Bürgerhand ein. Subventionen für klimaschädliche Energieträger lehnt das Umweltinstitut darum ab. Nach abgeschlossenen Kampagnen zu den Themen Agroenergie und Hydraulic Fracturing engagierte sich das Umweltinstitut zuletzt verstärkt für einen schnellen Kohleausstieg. So gehörte das Umweltinstitut 2017 zu den Unterstützern des erfolgreichen Bürgerbegehrens zur vorzeitigen Stilllegung des Münchner Kohlekraftwerks. 2018 unterstützte es die Proteste gegen die Abholzung des Hambacher Forsts für einen Braunkohletagebau von RWE. Seit 2018 ist der Verein auch Teil der Klima-Allianz.

### Handelspolitik und Verbraucherschutz
Das Umweltinstitut München engagiert sich für einen vorsorgeorientierten Verbraucherschutz und eine möglichst weitreichende Minimierung der Belastung durch Schadstoffe und Strahlung. Durch die geplanten Freihandelsabkommen TTIP und CETA sah das Umweltinstitut die europäischen Standards im Umwelt- und Verbraucherschutz gefährdet. Als eine der ersten Organisationen in Deutschland warnte das Umweltinstitut mit Faltblättern in millionenfacher Auflage vor den Abkommen.
Das Umweltinstitut gehörte zu den Trägern der selbstorganisierten europäischen Bürgerinitiative „Stop TTIP“, die mehr als 3 Millionen Unterschriften in ganz Europa erreichte. Das Umweltinstitut gehörte außerdem zu den Organisatoren der Großdemonstrationen gegen TTIP und CETA in Berlin am 10. Oktober 2015 mit bis zu 250.000 Teilnehmern und am 17. September 2016 in sieben deutschen Städten mit insgesamt bis zu 320.000 Teilnehmern.
Zusammen mit weiteren Organisationen wollte das Umweltinstitut ein Volksbegehren gegen CETA erwirken, um die bayerische Landesregierung auf ein Nein zur Ratifizierung von CETA im Bundesrat festzulegen. 85.000 Unterschriften für ein Volksbegehren wurden innerhalb weniger Tage im Sommer 2016 gesammelt und dem bayerischen Innenministerium übergeben. Die Zulassung des Volksbegehrens wurde jedoch vom bayerischen Verfassungsgerichtshof abgelehnt.

### Gentechnik
Das Umweltinstitut war eine der ersten Umweltorganisationen in Deutschland, die Einwendungskampagnen gegen die Freisetzung von gentechnisch veränderten Organismen organisierte. Auch heute noch engagiert sich der Verein für eine gentechnikfreie Produktion von Lebens- und Futtermitteln und kritisiert dabei insbesondere auch neue Methoden der Gentechnik, wie CRISPR-CAS.

### Landwirtschaft
Das Umweltinstitut lehnt die industrielle Landwirtschaft ab und setzt sich für eine umfassende Agrarwende mit dem Ziel einer bäuerlichen, zu 100 % ökologischen Landwirtschaft ein. Es gehört zu den Trägern der jährlich zur Grünen Woche in Berlin stattfindenden Großdemonstrationen unter dem Motto „Wir haben es satt!“. Aktueller Arbeitsschwerpunkt im Bereich Landwirtschaft sind Pestizide und ihre Auswirkung auf die menschliche Gesundheit und die Artenvielfalt.
Im Februar 2016 erreichte das Umweltinstitut große mediale Aufmerksamkeit durch die Veröffentlichung eines Tests von 14 deutschen Biermarken auf Rückstände des Herbizids Glyphosat. Noch am Morgen der Veröffentlichung relativierte der damalige Bundeslandwirtschaftsminister Christian Schmidt (CSU) im Fernsehen die Gefährlichkeit der gefundenen Werte. Schmidt stützte sich dabei auf eine Stellungnahme des Bundesinstitut für Risikobewertung (BfR). Das BfR war zugleich die federführende nationale Bewertungsbehörde für die Wiederzulassung von Glyphosat. Das Umweltinstitut warf dem BfR seinerseits eine Verharmlosung der Gefahren von Glyphosat und systematische Fehler im Bewertungsverfahren vor.
Neben Glyphosat setzt sich das Umweltinstitut auch für das Verbot anderer Pestizide ein. Hierzu zählen insbesondere Insektizide aus der Gruppe der Neonicotinoide, die mit dem Insektensterben in Verbindung gebracht werden, sowie mögliche Ersatzstoffe wie Sulfoxaflor.

### Umweltbildungsprojekt Ökolandbau
Das Umweltinstitut München bietet für Münchner Schulklassen Ausflüge auf Bio-Bauernhöfe sowie Aktionstage zum Thema ökologische Landwirtschaft und gesunde Ernährung an. Darüber hinaus werden ein bis zweimal im Jahr Fortbildungen für Pädagogen zu oben genannten Themen durchgeführt.